# Dorothy Dandridge
Dorothy Jean Dandridge, född 9 november 1922 i Cleveland, Ohio, död 8 september 1965 i West Hollywood, Los Angeles, Kalifornien, var en amerikansk skådespelare och sångerska.

## Biografi

### Familj och tidig karriär
Dorothy Dandridge var dotter till skådespelaren Ruby Dandridge och baptistpastorn Cyril Dandridge. Föräldrarna separerade innan Dorothy föddes. Hon började sin professionella karriär redan som fyraåring, då hon tillsammans med sin ett år äldre syster Vivian, och ibland även modern, under beteckningen The Wonder Children sjöng, dansade och framförde sketcher. De började turnera på det som brukade kallas "the chitlin' circuit". Tillsammans med kamraten Etta Jones bildade systrarna sånggruppen The Dandridge Sisters, som med tiden framträdde i radio och blev populär som underhållare på nattklubbar. På Cotton Club framträdde trion med berömdheter som Cab Calloway, Bill "Bojangles" Robinson och Nicholas Brothers. The Dandridge Sisters fick också enstaka okrediterade filmuppdrag i filmer med sång- och dansnummer.
Dandridge gifte sig med Harold Nicholas 1942 och hon blev hemmafru när deras dotter Harolyn föddes i september 1943. Harolyn föddes med en hjärnskada och när hennes föräldrar separerade 1949 måste en privatsköterska anställas för att Dandridge skulle kunna återgå till arbetet. Harold Nicholas och Dorothy Dandridges skilsmässa gick igenom 1951.

### Karriären tar fart
Sin första krediterade roll fick Dandridge i filmen Four Shall Die 1940. Det följande året blev framgångsrikt för Dandridge, med skådespelarinsatser i fyra filmer, bland dem Sun Valley Serenade där hon framför Chattanooga Choo Choo tillsammans med Nicholas Brothers. Hon började studera skådespeleri vid teaterskolan Actor's Lab i Los Angeles 1947, där hon blev kurskamrat och god vän med Marilyn Monroe.
Dandridges solokarriär som sångerska tog fart 1949 när hon, med benägen hjälp av sin röstcoach, jazzpianisten Phil Moore med vilken hon hade inlett ett kärleksförhållande, fick chansen att vikariera ett par kvällar för orkesterledaren Desi Arnaz sjukdomsdrabbade ordinarie sångerska på nattklubben Mocambo. Det lyckosamma framträdandet ledde till att hon fick komma tillbaka ett par år senare i ett stort upplagt tvåveckorsengagemang som lovordades i veckopressen.
År 1953 fick Dandridge sin första huvudroll där hon spelade en idealistisk lärare mot bland andra Harry Belafonte i hans debutroll i filmen Bright Road. Året därpå nådde hon sin största framgång i rollen som Carmen Jones i filmatiseringen av Oscar Hammersteins operamusikal med samma namn. För den rolltolkningen erhöll hon som första svarta kvinna en oscarsnominering i kategorin bästa skådespelerska. Under slutet av 1950-talet var hon bland de första svarta skådespelarna som vann stjärnstatus i amerikansk film, och hon förekom flitigt i bildreportage i publikationer som Ebony och Jet som riktade sig till en svart publik. Efter Carmen Jones erbjöds Dandridge rollen som Tuptim i musikalfilmen Kungen och jag, men hon tackade nej i besvikelse över att oscarsnomineringen inte ledde till huvudrollserbjudanden. Hon hyste också starka betänkligheter mot att spela en slavroll. Kungen och jag blev en stor publikframgång med Rita Moreno som Tuptim.
Rollen som Bess i filmatiseringen av operan Porgy and Bess 1959 blev Dandridges sista roll i en storfilm. I ett USA där medborgarrättsrörelsen just kommit ur startgroparna låg filmen helt fel i tiden. Samuel Goldwyn fick nobben av alla skådespelare han hade som förstaval i de viktiga rollerna. Av dem som medverkar i filmen var det egentligen bara Sammy Davis Jr. som verkligen ville ha sin roll. De övriga resonerade ungefär som Dorothy Dandridge valde att uttrycka det: "om Goldwyn är så fast besluten att göra filmen kan han lika gärna göra den med mig." Filmen belönades med en Golden Globe och Dandridge nominerades som bästa skådespelerska, men fick se sig besegrad av Marilyn Monroe.

### Bankrutt efter andra äktenskapet
Restaurangägaren Jack Denison blev Dandridges andra make 1959. Han behandlade henne illa, tog kontroll över hennes karriär och hennes pengar. När äktenskapet var över 1962 hade hon gjort endast en film till, Malaga 1960, som inte mottogs väl av kritiker. Dåliga investeringar hade decimerat hennes livsbesparingar avsevärt och Dandridge fann att hon inte längre hade råd att hålla sin dotter med privat vård. Till sin förtvivlan tvingades hon skriva in Harolyn på en vårdanstalt. Hon nödgades försätta sig själv i konkurs 1963 när hon förlorade hela sin resterande förmögenhet i ett oljeutvinningsprojekt som visade sig vara en svindelaffär.

### Frågetecken kring dödsorsak
Dorothy Dandridge hittades död i sitt hem i West Hollywood den 8 september 1965. Den inledande rättsmedicinska undersökningen slog fast att dödsorsaken var fettemboli till följd av en obehandlad fotfraktur hon ådragit sig några dagar tidigare, men skepsis framfördes om att en så lätt skada kunde få så svåra följder och en grundligare utredning kom fram till att hon avlidit av en överdos av det antidepressiva läkemedlet Tofranil. Om det var en olyckshändelse eller avsiktligt kunde inte fastställas med absolut säkerhet, trots att en halvårslång så kallad "psykiatrisk autopsi" genomfördes för att klargöra Dandridges personliga omständigheter och stämningsläge. Utslaget blev till slut "förmodad olyckshändelse". Det antogs att en person som hade för avsikt att ta sitt liv inte skulle ta till ett antidepressivt läkemedel. Den aktuella medicinen hade dessutom den egenskapen att en långvarig feldosering kunde leda till en ackumulerad överdos.

## Filmografi i urval
- 1937 – En dag på kapplöpningarna
- 1940 – Älskar - älskar inte...
- 1941 – Glädjens serenad
- 1941 – Natt över öknen
- 1941 – Kärlekens och hatets ö
- 1941 – Stormfloden
- 1942 – Dödstrummorna
- 1943 – Schlagerparaden
- 1944 – Atlantic City
- 1951 – Tarzan i fara
- 1951 – Deras livs match
- 1953 – Mord på en död
- 1954 – Carmen Jones
- 1957 – Ön i solen
- 1958 – Svarta slavskeppet
- 1958 – Farornas skepp
- 1959 – Porgy and Bess
- 1960 – Malaga
- 1962 – The Murder Men[b]